# Indretningsarkitekt
En indretningsarkitekt eller indendørsarkitekt er en arkitekt, der beskæftiger sig med rum og bygningers indretning. Indretning af butikker, hoteller, restauranter eller kontorindretning m.h.t. materialer, farver og belysning varetages til tider af mennesker med denne profession. Uddannelsen, der normalt tager 3 til 5 år, kan tages på Akademisk Brevskole , Danmarks Designskole, samt som fjernstudie på arkitektskolen i hhv. Odense og København.
| Job | Spire Denne artikel om et job eller en stillingsbetegnelse er en spire som bør udbygges. Du er velkommen til at hjælpe Wikipedia ved at udvide den. |